# G-Unit
G-Unit, celým názvem Guerilla Unit, byla americká hip-hopová skupina, kterou v roce 2002 založil gangsta rapper 50 Cent. Dalšími zakládajícími členy byli Lloyd Banks (Christopher Lloyd) a Tony Yayo (Marvin Bernard). Brzy do skupiny přibyl i rapper Young Buck a později i The Game, který ale po sporech skupinu opustil. Mezi lety 2009 a 2014 se členové skupiny nestýkali. V roce 2014 nastal krátkodobý comeback, kdy do skupiny přibyl rapper Kidd Kidd, který v ní ale působil pouze do roku 2018. Téhož roku skupinu i label opustil také Lloyd Banks a skupina se tím rozpadla.

## Historie

### Raná kariéra
Zakládající členové 50 Cent, Lloyd Banks a Tony Yayo vyrůstali ve stejné čtvrti a společně založili rapovou skupinu. Když byl 50 Cent upsán pod Columbia Records, zbývající členové začali pilně vydávat mixtapy, aby si jich společnost také všimla. Tuto aktivitu jim přerušilo vyhození 50 Centa z nahrávací společnosti v roce 2000 v důsledku atentátu na jeho osobu.

### Vznik G-Unit a album Beg for Mercy (2002 - 2007)
V roce 2002 50 Cent vydal ve spojení s G-Unit mixtapy "Guess Who's Back?" a "50 Cent is the Future", které znovu vytáhly G-Unit na světlo světa. Těchto mixtapů si všiml Eminem a přesvědčil Dr. Dreho, aby upsal 50 Centa pod svůj label Aftermath Entertainment, a tím otevřel dveře celé G-Unit.
Pod Interscope Records, Aftermath Entertainment a Shady Records vydal 50 Cent v roce 2003 své úspěšné debutové album Get Rich or Die Tryin', které bylo velice komerčně úspěšné a umožnilo mu vytvořit svůj vlastní label G-Unit Records, pod který upsal celou skupinu G-Unit. Skupina pracovala na mixtapech jako God's Plan, No Mercy, No Fear, Automatic Gunfire a se svým novým DJem započali úspěšnou sérii mixtapů nazvanou DJ Whoo Kid presents: 'G-Unit Radio'.
Předtím než byla skupina připravena nahrát svůj debut byl Tony Yayo zatčen a odsouzen na rok za držení nelegální zbraně. Jeho absenci G-Unit vyřešili přijetím nashvillského rappera Young Bucka. Obměněná trojice rapperů ve skupině G-Unit nahrála úspěšné album Beg for Mercy, uvězněný Tony Yayo spolupracoval jen na dvou písních; obě nahrávky pochází z období před jeho zatčením.
V roce 2005 byl do skupiny přidán i rapper The Game, kterého tam dosadili šéfové labelů Dr. Dre a Jimmy Iovine. Brzy nastalo napětí mezi Gamem a 50 Centem. 50 Cent tvrdil, že Game není loajální, protože se nechtěl zapojit do beefů skupiny s rappery Jadakissem a Fat Joem. Proto byl Game na začátku roku 2006 ze skupiny vyloučen.

### Album Terminate On Sight a odmlka (2008 - 2013)
V dalších letech skupina pokračovala v plynulém vydávání mixtapů až do roku 2008, kdy vydali nové album T.O.S. (Terminate On Sight), album bylo vydáno v období odchodu Young Bucka z G-Unit, a tak i toto album bylo produktem tria, kdy Young Buck byl již uváděn jen jako přizvaný host.
Album bylo dlouhou dobu poslední společnou nahrávkou skupiny. Během následujících let spolu zakládajicí členové přerušili kontakt a hovořilo se rozpadu skupiny.

### Návrat skupiny (2014)
Vše se změnilo v červnu 2014, kdy se skupina dala oficiálně dohromady na newyorském festivalu Summer Jam, kde společně vystoupili 50 Cent, Tony Yayo, Lloyd Banks i Young Buck. Po několika koncertech a nahraných remixech bylo oznámeno, že nové album skupiny G-Unit bude vydáno na konci listopadu 2014. Do skupiny přibyl rapper Kidd Kidd, který dříve spolupracoval s Young Money Entertainment.

#### The Beauty Of Independence EP
Dne 15. července 2014 byla na iTunes vydaná mixtape nového freestyle materiálu. Mixtape, vydaná prostřednictvím společností Dundridge Entertainment a Unlimited Business, nesla název Back to the Street.
V srpnu 2014 skupina vydala EP s názvem The Beauty of Independence. EP obsahovalo šest nových písní. Umístilo se na 17. příčce v žebříčku Billboard 200 s 14 500 prodanými kusy v první týden prodeje. Dne 10. listopadu 2014 bylo EP The Beauty Of Independence vydáno v limitované deluxe edici exkluzivně pro řetězec Best Buy. Deluxe verze EP obsahovala další dvě nové písně, a to "Big Body Benz" a "Ease Up".

#### The Beast Is G-Unit EP
V září 50 Cent oznámil, že druhé EP s názvem The Beast Is G-Unit má být vydáno v říjnu 2014. Později bylo datum vydání odsunuto na pozdní listopad až raný prosinec. Ani to však nebylo dodrženo a EP nakonec bylo vydáno 3. března 2015. V první týden prodeje se v USA prodalo 17 600 kusů, EP tím debutovalo na 27. příčce.
Dne 8. prosince 2014 byla na iTunes vydaná druhá mixtape nových freestyle a remixových materiálů, nesla název Back to the Street 2nd.
K vydání společného alba však nedošlo. V roce 2018 skupinu i label opustili Kidd Kidd a Lloyd Banks. Skupina se tím rozpadla.

## Spory
Spory G-Unit byly prakticky totožné se spory samotného 50 Centa.
Umělci, s kterými vedla G-Unit spory a tzv. beef:
- (Nas, Jadakiss, D-Block, Diddy, Cam'ron, Game, Ja Rule, Fat Joe, Lil Wayne, DJ Khaled, Rick Ross)

## Diskografie
Vlastní článek: Diskografie G-Unit

### Alba
- 2003: Beg for Mercy
- 2008: Terminate On Sight

### EP
- 2014: The Beauty of Independence
- 2015: The Beast Is G-Unit